# Залесье (Ковельский район)
Залесье (укр. Залісся) — село в Шацкой поселковой общине Ковельского района Волынской области Украины.
До 2020 года входило в Шацкий район.
Код КОАТУУ — 0725784603. Население по переписи 2001 года составляет 272 человека. Почтовый индекс — 44020. Телефонный код — 3355. Занимает площадь 0,537 км².

## Галерея

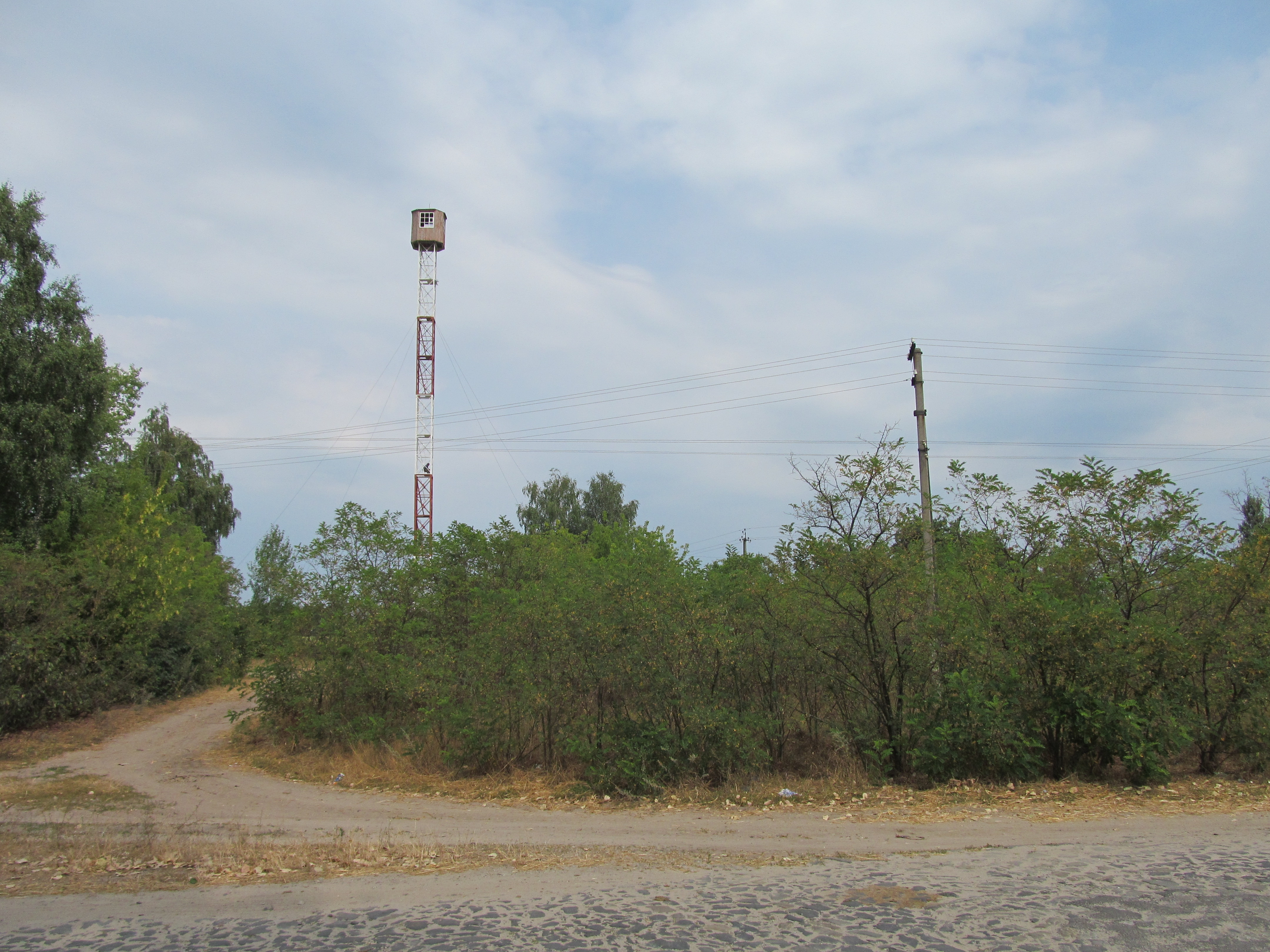
Залесье, сторожевая башня
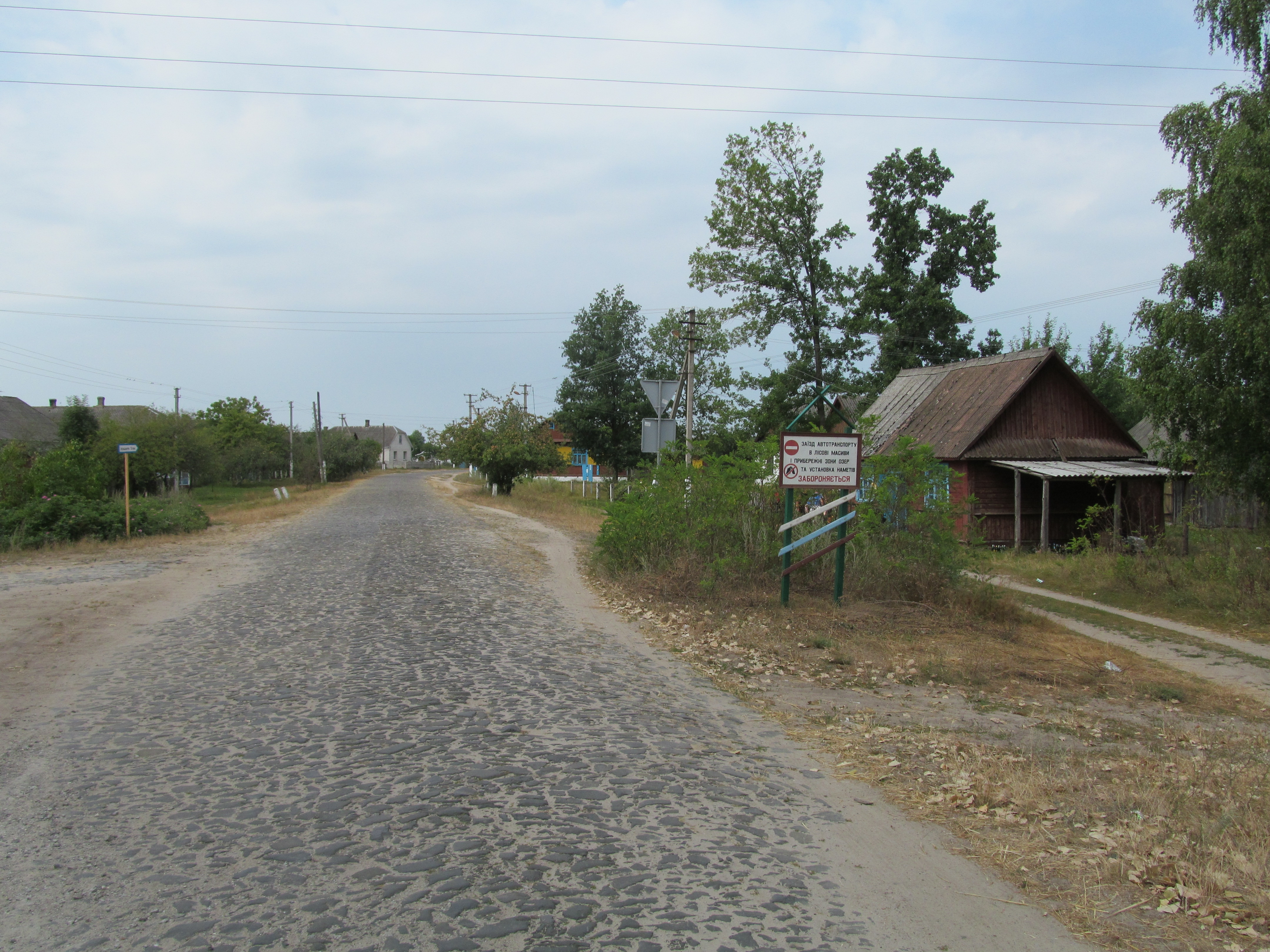
Залесье, центр села
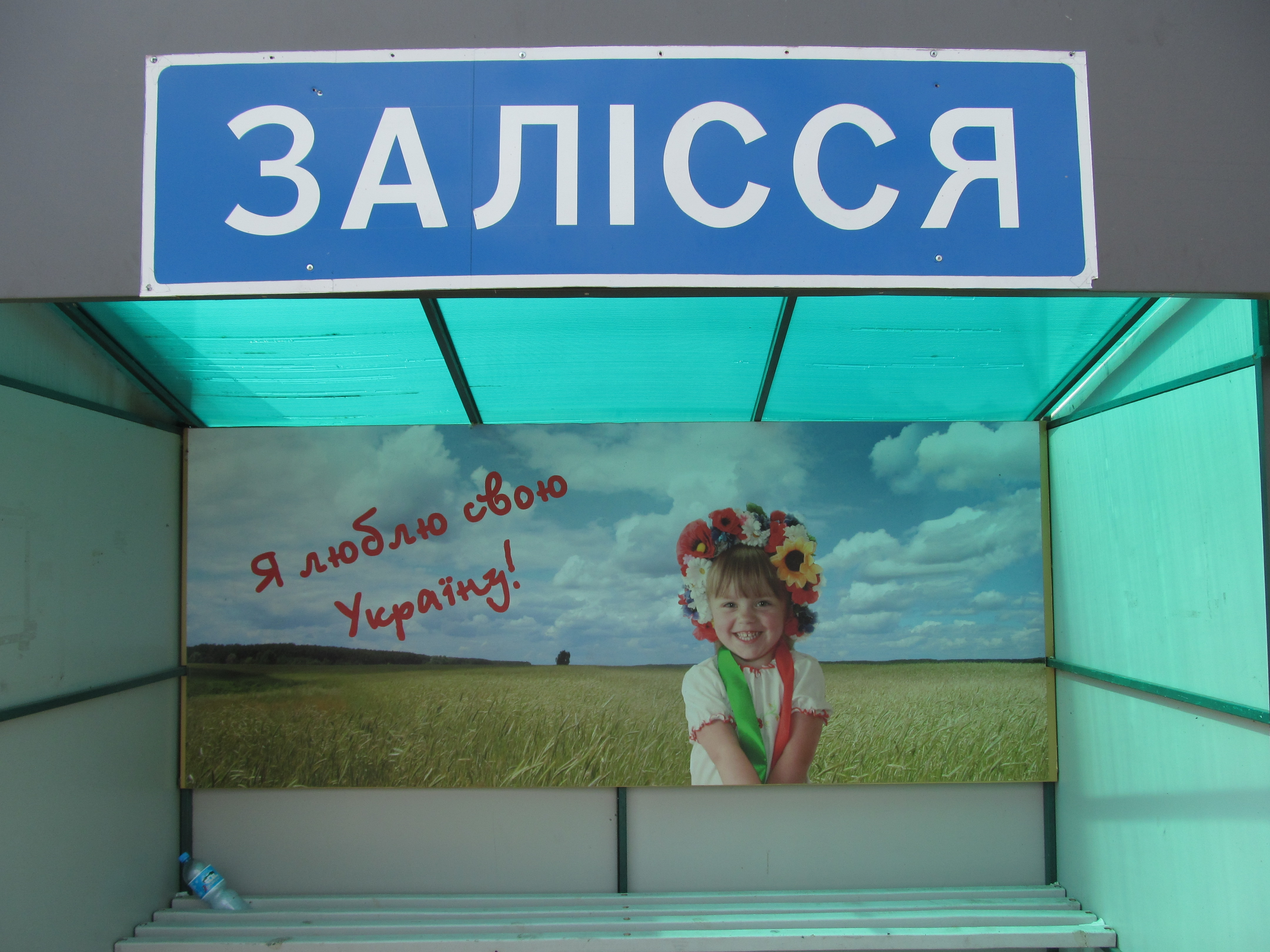
Залесье, автобусная остановка
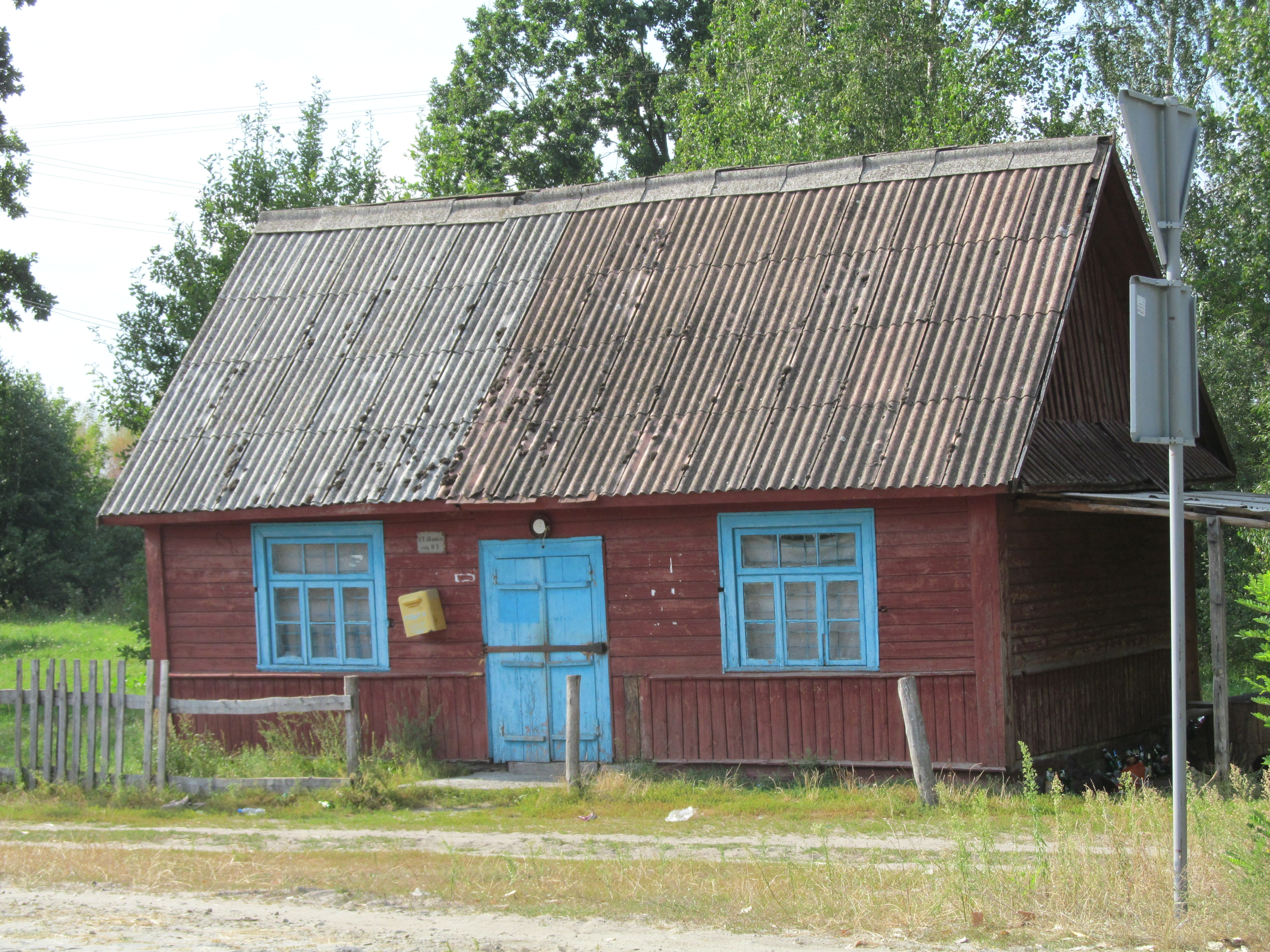
Залесье, магазин
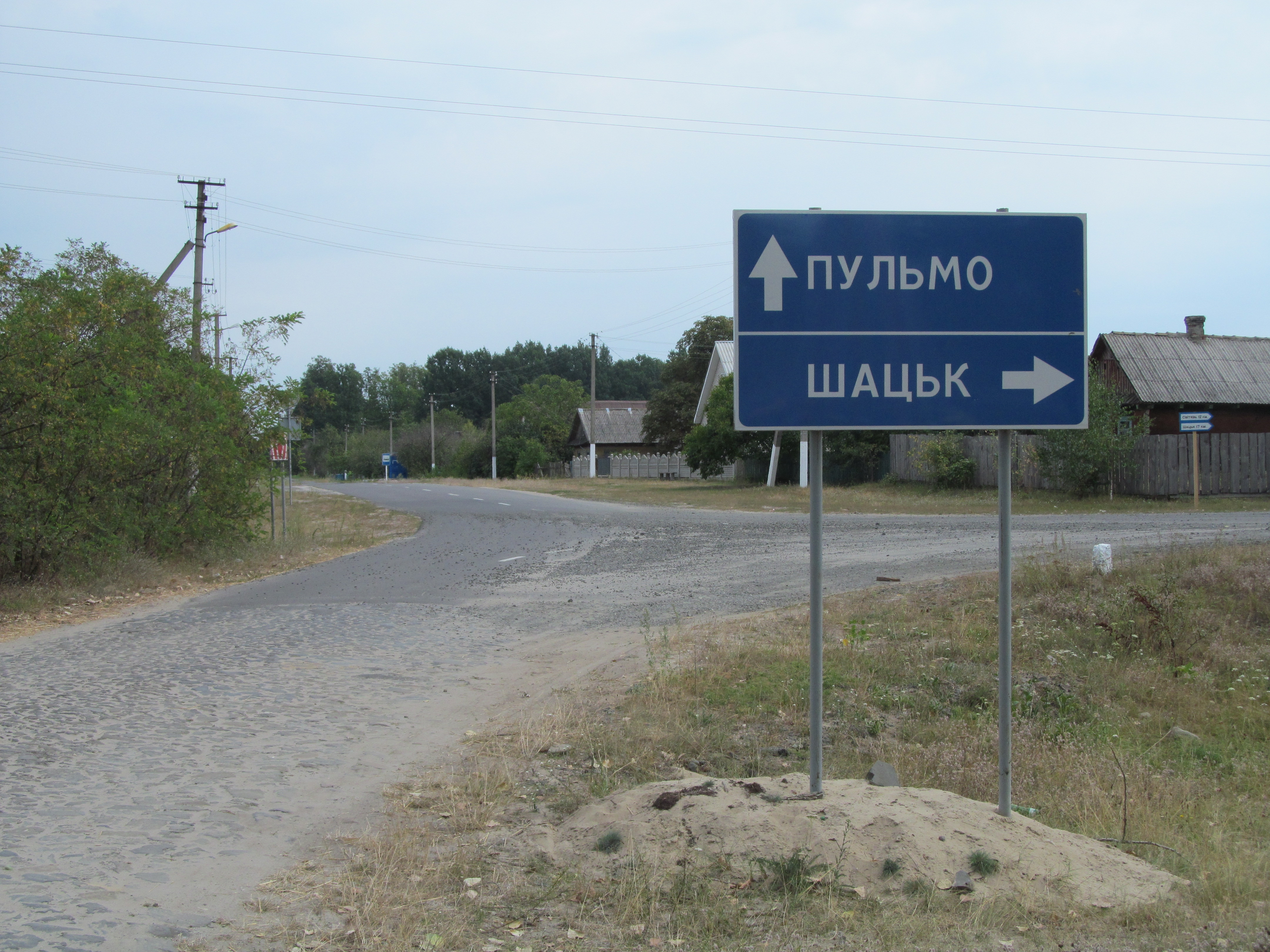
Залесье, перекресток